# Schwarze Heide (Oberhausen)
Die Schwarze Heide ist ein Stadtteil von Oberhausen und des Stadtbezirks Sterkrade, der Ende 2012 6.954 Einwohner (ohne Weierheide, ca. 1800 Ew.) auf einer Fläche von 174 ha zählte.
Die Schwarze Heide wird im Norden und Osten durch die Bahnlinie Oberhausen-Arnheim (Grenze zu Alsfeld und Sterkrade-Mitte), im Süden durch Buschhausen und im Westen durch Biefang und die Weierstraße zur Weierheide begrenzt.

## Geschichte
Die Schwarze Heide ist einer von vier Oberhausener Stadtteilen, die Heide im Ortsnamen tragen. Sie würdigen damit die Landschaft, die dieses Gebiet noch bis Ende des 19. Jahrhunderts prägte. Bis dahin war die Heide, abgesehen von wenigen Höfen, dünn besiedelt. Erst als die Bevölkerung der Sterkrader Innenstadt immer mehr wuchs, siedelten sich zunächst einfache Landbürger und Arbeiter westlich des Sterkrader Bahnhofs an. In dieser Zeit bestand in Sterkrade nur eine Pfarrgemeinde, die von St. Clemens. Bei der Volkszählung von 1900 betrug die Einwohnerzahl von Sterkrade 15.000, wovon 12.000 Menschen katholisch waren.
Vor diesem Hintergrund trat unter dem Vorsitz des Landwirtes Wilhelm Hagedorn im Mai 1896 ein Komitee zur Errichtung einer eigenen Kirche auf der Schwarzen Heide zusammen. Da sich die vorstellbare zukünftige Gemeinde zum überwiegenden Teil aus Arbeitern zusammensetzte, waren die Versammelten skeptisch, ob die Gemeinde die Mittel für die Kirche und Geistlichen aufbringen könne. So entstand der Gedanke, an eine Klostergemeinschaft heranzutreten und diese um die Übernahme der Seelsorge zu bitten. Man gründete den St. Josef-Kirchbau-Verein und wandte sich an den Provinzial der Kapuziner in Münster, Pater Matthias von Bermscheid, mit der Bitte, eine Ordensniederlassung auf der Schwarzen Heide zu gründen. Beim Bischof von Münster, Hermann Dingelstad (1889–1911), fand man Unterstützung. Der Kapuzinerorden war gewillt, ein Kloster mit Kirche zu errichten. Die Landwirte Wilhelm Hagedorn und Heinrich Schäfer, genannt Roßkamp, schenkten Grundstücke von zusammen 2,5 Morgen zum Kirchbau. Im Oktober 1900 wurde vom Bischof von Münster der Grundstein zur Kirche gelegt. Die Weihe des Klosters St. Marien war im Juni 1902. 1946 wurde das Kapuzinerkloster in Liebfrauen umbenannt. Schon vor der 100-Jahr-Feier 2002 wurde allerdings die Auflösung des nur noch als Filiale geführten Klosters eingeleitet. 2004 verabschiedete sich die Gemeinde unter großen Bedauern von den sechs verbliebenen Mönchen unter Führung Prior Richards.

## Infrastruktur
Die Schwarze Heide ist überwiegend von Wohnsiedlungen gekennzeichnet. Die Bebauung ist dicht, aber von größtenteils ein- bis dreigeschossigen Häusern geprägt. Mietskasernen oder große Wohnanlagen gibt es hier nicht. Außerdem sind zwei Schulen und mehrere kirchliche und städtische Kindergärten vorhanden. Weiter findet sich ein kleiner Park und eine große Freifläche die zu einem der letzten aktiven Bauernhöfe in Oberhausen gehört. An der Neumühler Straße gibt es Einkaufsmöglichkeiten und über den Stadtteil verteilt einige Kleingewerbe. Durch den Bahnhof Oberhausen-Sterkrade an der Strecke Oberhausen–Arnheim sowie über die Autobahnausfahrt Oberhausen-Holten/Sterkrade der A3 ist der Stadtteil gut an das Verkehrsnetz angebunden. Mit den Buslinien SB94, SB97, 908, 935, 954, 955, 956 und 957 der STOAG ist Schwarze Heide in das Nahverkehrsnetz eingebunden. Der Flugplatz Schwarze Heide befindet sich nahe, jedoch an anderer Stelle.